# Стадион ФК ИМТ
«Стадион ФК ИМТ» (серб. Стадион ФК ИМТ) — футбольный стадион, расположенный в столице Сербии Белграде, в общине Нови-Београд. С момента открытия является официальным домашним полем для одноименного местного клуба. В настоящее время вмещает 1 150 зрителей.

## Краткий обзор арены
Стадион расположен по адресу ул. Парижская коммуна 20а, рядом с залом спорта имени Ранко Жеравица и графической школой в общине Нови-Београд. В 2013 году стадион был подвергнут реконструкции. Арена в настоящее время имеет две трибуны, на которых суммарно установлено 1150 сидячих мест. Искусственное освещение на арене в данный момент отсутствует. Примечательно, что сиденья, установленные на трибунах стадиона «ИМТ» после реконструкции, ранее размещались на арене белградского «Партизана». 
Рядом с основным стадионом располагается резервное поле, оснащенное искусственным освещением. Среди фанатов команды стадион также известен под названием «Old Tractor Arena».